# Atleta (czasopismo)
Atleta – kwartalnik poświęcony kulturystyce, podnoszeniu ciężarów i trójbojowi siłowemu, dodatek do tygodnika Sportowiec ukazujący się w latach 1986–1989.

## Historia
Od początku lat 80. XX w. tygodnik Sportowiec prowadził stałą rubrykę poświęconą kulturystyce. Wraz ze wzrastającym w kraju zainteresowaniem tą dyscypliną sportu, w drugiej połowie dekady pismo zaczęło wydawać dodatek – w założeniu kwartalnik – poświęcony kulturystyce i podnoszeniu ciężarów. Pierwszy numer ukazał się w 1986 roku. Redaktor naczelny pisał w nim m.in.: "Kiedy przed rokiem z łamów "Sportowca" zniknęła rubryka kulturystyczna, nie przypuszczaliśmy, że wywoła to aż tak powszechne niezadowolenie Czytelników. (...) Już wtedy, o czym ze zrozumiałych względów nie mogliśmy oficjalnie informować, zaczęły się przygotowania do stworzenia nowego pisma, wydania specjalnego "Sportowca", które ukazując się rytmicznie, raz na kwartał, w większej objętości, w kolorze i na wysokim poziomie edytorskim nareszcie spełniałoby marzenia tysięcy entuzjastów traktowanych dotąd raczej po macoszemu". Pismo nie miało być również wolne od ówczesnej "obowiązującej linii" – w pierwszym numerze można było przeczytać: "Chcemy, aby nasze nasze pismo dobrze służyło społeczeństwu, żeby było jednym z elementów realizacji sejmowej "Ustawy o Kulturze Fizycznej" i odpowiednich zaleceń Polskiej Zjednoczonej Partii Robotniczej w sprawie zdrowia naszego narodu".
Pismo ukazywało się nieregularnie i z opóźnieniami – w 1987 wydano tylko dwa numery o zmniejszonej objętości (16 stron), co w roku następnym (1988) redakcja tłumaczyła problemami z przydziałem papieru (wtedy ściśle reglamentowanym). W 1988 i 1989 roku ukazało się po cztery numery pisma, w zwiększonej objętości (24 strony), na lepszej ówcześnie jakości papierze i z dużą ilością zdjęć kolorowych. Ostatni numer ukazał się pod koniec 1989 roku. Redakcja nie zapowiadała zamknięcia periodyku, a jego zniknięcie należy łączyć najprawdopodobniej z trudnościami odnalezienia się w warunkach gospodarki wolnorynkowej na polskim rynku czasopism. Spore trudności przeżywał wtedy macierzysty Sportowiec, który pomimo zamiany wizerunku (mniejszy format, lepszej jakości papier, wyższa cena) pod koniec 1991 roku, upadł ostatecznie w roku 1995.
Pierwszy numer Atlety z 1986 roku kosztował 100 zł, a ostatni, z 1989 – 2000. Była to cena (pomijając wzrastającą inflację) dość wysoka, z czego zdawała sobie sprawę redakcja, tłumacząc wzrastającą z numeru na numer cenę wzrostem ceny papieru, kosztów druku i kolportażu.

## Treść
Pismo zamieszczało reportaże z krajowych i zagranicznych imprez kulturystycznych i ciężarowych, sylwetki gwiazd tych dyscyplin, detale ich treningów, przedstawiało znane kluby kulturystyczne, zamieszczało ciekawostki ze świata kulturystyki, pisało o jej historii w Polsce i na świecie. Niewątpliwą atrakcją czasopisma były zdjęcia czołowych kulturystów świata i Polski. W wypadku tych pierwszych, fotokopie z magazynów zachodnich, dla polskiego czytelnika w praktyce nie dostępnych. Od numeru 4 pojawiają się artykuły o stosunkowo mało znanej w ówczesnej Polsce dyscyplinie – trójboju siłowym. Istotnym wkładem w rozwój kulturystyki w Polsce była kampania prowadzona na łamach pisma na rzecz utworzenia Polskiego Związku Kulturystyki i Trójboju Siłowego, który w końcu powstał w 1989 roku.
W założeniu Atleta miał być poświęcony kulturystyce i podnoszeniu ciężarów. I tak było, jednak od pierwszego numeru przewaga leżała po stronie kulturystyki. Dział poświęcony kulturystyce był około trzy razy większy niż podnoszeniu ciężarów. W numerze 1 ciężarom poświęcono 9 stron, a kulturystyce 12, w numerze 2 – ciężary miały 7 stron, a kulturystyka 14. Ostatni numer pisma, 13 z 1989, ciężarom poświęcał zaledwie cztery strony (17-20). Wszystkie okładki pisma zamieszczały zdjęcia kulturystek i kulturystów, dwustronicowe plakaty w środku każdego numeru przedstawiały wyłącznie fotografie zawodników kulturystyki.
W piśmie publikowali czołowi, ówcześni polscy dziennikarze i specjaliści piszący o kulturystyce i ciężarach: Jacek Korczak-Mleczko, Henryk Jasiak, Andrzej Michalak, w pierwszych numerach w stałym cyklu "Zygmunt Smalcerz zaprasza" artykuły poświęcone zasadom treningu podnoszenia ciężarów zamieszczał mistrz olimpijski Zygmunt Smalcerz. Swoje zdjęcia zamieszczali: Jan Rozmarynowski, Stanisław Mizieliński, Adam Hayder.

## Reakcje czytelników
W 1987 roku z powodu coraz bardziej postępującego kryzysu gospodarczego PRL, który nie ominął rynku czasopism, pismo ukazało się tylko dwukrotnie. Jak pisze redakcja, w okresie tym czytelnicy dzwonili z zapytaniami o to, kiedy ukaże się kolejny numer. Redakcja otrzymywała listy od czytelników z NRD, Czechosłowacji i ZSRR z pytaniami o możliwość stałej prenumeraty. Nakład rozchodził się w całości, a wydanie gazety okazało się sukcesem rynkowym, przynosząc redakcji spore zyski.

## Numery
| Numer | Rok  | Miesiąc wydania (według winiety) |
| ----- | ---- | -------------------------------- |
| 1     | 1986 | styczeń                          |
| 2     | 1986 | kwiecień                         |
| 3     | 1986 | lipiec                           |
| 1(4)  | 1987 | kwiecień                         |
| 2(5)  | 1987 | sierpień                         |
| 1(6)  | 1988 | kwiecień                         |
| 2(7)  | 1988 | czerwiec                         |
| 3(8)  | 1988 | sierpień                         |
| 4(9)  | 1988 | grudzień                         |
| 1(10) | 1989 | marzec                           |
| 2(11) | 1989 | czerwiec                         |
| 3(12) | 1989 | październik                      |
| 4(13) | 1989 | grudzień                         |

## Stałe rubryki
- Atletyczny świat
- Galeria sławy
- Kronika sportowa
- Okiem atlety
- Szanujmy wspomnienia
- Przedstawiamy kluby
- Krzyżówka z atletą